# Шаламовська сільська рада
Шала́мовська сільська рада (рос. Шаламовский сельский совет) — сільське поселення у складі Мішкинського району Курганської області Росії.
Адміністративний центр — село Шаламово.
Населення сільського поселення становить 230 осіб (2017; 312 у 2010, 470 у 2002).

## Склад
До складу сільського поселення входять:
| Населений пункт     | Населення, осіб (2002) | Населення, осіб (2010) |
| ------------------- | ---------------------- | ---------------------- |
| Єгорино, присілок   | 45                     | 6                      |
| Мокрушино, присілок | 53                     | 36                     |
| Ритікова, присілок  | 37                     | 34                     |
| Шаламово, село      | 335                    | 236                    |